# Uma repetição máxima
 O teste de máximo de uma repetição ou teste de 1RM, na musculação, se refere à quantidade de peso deslocado, em um determinado exercício de musculação, que resulta no movimento completo executado de forma correta, sem a capacidade de realizar um segundo movimento, e constitui uma forma eficiente para avaliar a força muscular . O 1RM pode ser usado para determinar a força máxima de um indivíduo e é o método utilizado para determinar os vencedores em eventos como levantamento de peso básico e halterofilismo. O teste também pode ser utilizado como um limite superior a fim de determinar a carga (intensidade) desejada para se realizar um exercício (como uma porcentagem do 1RM).